# Беляев, Павел Ильич (спортсмен)
Павел Ильич Беляев (21 февраля 1921 — 15 июня 2012) — советский конькобежец, Заслуженный мастер спорта СССР. Рекордсмен мира на дистанции 3000 метров. Участник Великой Отечественной войны.

## Биография
В спортивном обществе «Динамо» значился с 1934 года. Являлся членом коллектива «Юный динамовец», получил билет № 1 этого клуба.
Воевал в Великую Отечественную войну, принимал участие в битве за Москву.
18 последних лет жизни занимал пост председателя совета ветеранов войны, труда и спорта Московской городской организации «Динамо».
Умер 15 июня 2012 года. Похоронен на Головинском кладбище в Москве.

## Награды
Кавалер ордена Отечественной войны II степени, обладатель медалей «За оборону Москвы», «За победу над Германией» и ещё 35 государственных наград.
Имел звание «Почетный ветеран г. Москвы» и «Заслуженный работник физической культуры и спорта».